# 서호납줄갱이
서호납줄갱이(Acheilognathus hondae)는 잉어과 납지리속에 속하는 민물고기이다. 대한민국 수원시 권선구 서호에만 서식하였으나 현재 절멸하였다.
1911년 혼다 고노스케(本田幸介)가 서호에서 몸길이가 5.1cm인 1개체를 채집하여, 이를 미국의 학자 데이비드 스타 조던(David Starr Jordan)과 찰스 윌리엄 메츠(Charles Wiliam Metz)가 2년 뒤에 신종으로 발표하였다. 이후 1926년 일본의 박물학자 모리 다메조(森爲三)가 4.8cm, 5.4cm의 2개체를 채집하여 1935년 표본으로 공개하였으며, 1945년 서울대학교 농과대학의 강수원 교수가 1개체를 발견한 뒤 더 이상 출현하지 않고 있다. 유일한 표본은 미국 일리노이주 시카고의 필드 자연사 박물관에 있다.
2007년에 서호납줄갱이를 일본 히로시마현 후쿠야마시에서 발견하였다고 보고되었으나, 이는 떡납줄갱이와 학명을 혼동한 것이었다. 2013년에는 수원시에서 열린 국악을 재해석한 공연인 ‘축만제’(祝萬堤)에서 ‘서호납줄갱이 소리’가 공연되었다.